# Hanna Surmacz
Hanna Iwanauna Surmacz (biał. Ганна Іванаўна Сурмач, ros. Анна Ивановна Сурмач, Anna Iwanowna Surmacz; ur. 4 lipca 1947 w Pacewiczach w rejonie mostowskim) – białoruska historyczka, od 1993 roku przewodnicząca Rady Zrzeszenie Białorusinów Świata „Baćkauszczyna”.

## Życiorys
Urodziła się 4 lipca 1947 roku we wsi Pacewicze, w rejonie mostowskim obwodu baranowickiego Białoruskiej SRR, ZSRR. W 1970 roku ukończyła studia na Wydziale Historii Białoruskiego Uniwersytetu Państwowego. W latach 1970−1973 pracowała w Państwowym Archiwum Obwodu Mińskiego. W latach 1973−1977 była inspektorem w Wydziale Archiwalnym Mińskiego Obwodowego Komitetu Wykonawczego. W latach 1977−1982 pełniła funkcję kierowniczki Wydziału Kompletowania Państwowego Archiwum Obwodu Mińskiego. W latach 1982−1993 pracowała jako dyrektor Centralnego Państwowego Archiwum Literatury i Sztuki Białorusi. Była kierowniczką grup roboczych ds. przygotowania i przeprowadzenia I (lipiec 1993 roku) i II (1997 roku) Zjazdu Białorusinów Świata w Mińsku. Dwukrotnie była na nich wybierana na stanowisko przewodniczącej Rady Zrzeszenia Białorusinów Świata „Baćkauszczyna”. Jest bezpartyjna.
Wniosła wkład w rozpoczęty przez Zrzeszenie „Baćkauszczyna” i zakończony w 1998 roku program stworzenia kopii Krzyża Św. Eufrozyny Połockiej − zaginionego w czasie II wojny światowej dzieła sztuki jubilerskiej z XII wieku. Przyczyniła się do znalezienia, zebrania i przekazania do archiwów państwowych Białorusi archiwów Białoruskiej Republiki Ludowej, dokumentów o białoruskim ruchu narodowym początku XX wieku, prywatnych archiwów działaczy białoruskiej literatury i sztuki, archiwów białoruskiej emigracji. Aktywnie występowała w prasie, posiada publikacje naukowe.

## Nagrody
Hanna Surmacz w czasie pracy w archiwach państwowych była nagradzana dyplomami resortowymi. W 1995 roku otrzymała tytuł Kobiety Roku od społecznej Fundacji św. Eufrozyny Połockiej.

## Życie prywatne
Hanna Surmacz jest rozwiedziona, ma syna. Jest prawosławna.